# Erik Jazet
Erik Jazet, född den 19 juli 1971 i Schiedam, Nederländerna, är en nederländsk landhockeyspelare.
Han tog OS-guld i herrarnas landhockeyturnering i samband med de olympiska landhockeytävlingarna 1996 i Atlanta.
Han tog OS-guld igen i herrarnas landhockeyturnering i samband med de olympiska landhockeytävlingarna 2000 i Sydney.
Han tog därefter OS-silver i herrarnas landhockeyturnering i samband med de olympiska landhockeytävlingarna 2004 i Aten.